# Slaget ved Brentford
Slaget ved Brentford var et slag, der blev udkæmpet i 1016 mellem den 9. maj (den omtrentlige dato, hvor Knud den Store gik i land ved Greenwich) og den 18. oktober (datoen for det senere slag ved Ashingdon) mellem englænderne, der blev ledet af Edmund Jernside og danerne, der blev ledet af Knud den Store. Det var et i en række af slag, der blev udkæmpet mellem Edmund og Knud, der resulterede i, at de landområder, som Edmunds far, Ethelred 2. den Rådvilde, havde hersket over, blev delt i to. Edmund sejrede i slaget ved Brentford, men han formåede i sidste ende ikke at forsvare det land, som han havde arvet fra sin fader. Englænderne tabte en stor del af deres mænd. Ifølge den Angelsaksiske Krønike døde de mange mænd ved at drukne i Themsen, men historikerne Frank Stenton og Russel Poole uafhængigt har argumenteret for at de døde i kamp.
| Citat                 | "Da samlede han [Edmund] sine tropper den tredje gang, og de drog til London, alle nord for Themsen, og så ud igennem Clayhanger, og han befriede befolkningen, og drev fjenden til deres skibe. Det var inden for to nætter efter at kongen gik over ved Brentford; hvor han kæmpede mod fjenden, og sendte dem på flugt: men der var mange englændere, som druknede af deres egen skødesløshed; der var taget forud for hæren for at plyndre" | Citat |
| Angelsaksiske Krønike | |       |

Et monument på Ferry Lane mindes slaget.
Knuds fortsatte sin invasion efter slaget og der blev indgået en fred efter Edmund tabte slaget ved Assandun senere samme år. Fredsaftalen bestod i at Knud fik Mercia og en betaling til sin hær, mens Edmund beholdt Wessex. Knud erobrede hele England efter Edmunds død d. 30. november 1016.